# Ram (carro de combate)
El Ram es un carro de combate de caballería diseñado y fabricado en Canadá durante la Segunda Guerra Mundial, basado en el M3 Grant norteamericano. Debido a la adopción del M4 Sherman estadounidense como carro de combate para las unidades de primera línea, se usó exclusivamente para entrenamiento sin entrar jamás en combate. El chasis, sin embargo, sí se usó en otras funciones de combate: como carro lanzallamas, puesto de observación, y como transporte blindado de tropa.

## Desarrollo
En 1940 Canadá vio la necesidad de dotarse de nuevos carros de combate para su Cuerpo Acorazado. La producción de los mismos en el Reino Unido era insuficiente incluso para los propios británicos y la de los EE. UU. estaba absorbida precisamente por la demanda británica de medios blindados. Así pues la solución debía ser la producción de los mismos en la propia Canadá.
El comité conjunto para el desarrollo de blindados de Canadá decidió usar como base el chasis del Grant M3, producido en EE. UU. De esta manera se tendría acceso a componentes necesarios que se fabricaran en el país vecino más fácilmente que si se hubiese adoptado un modelo británico como base.
Al principio los canadienses estuvieron interesados en el M3 en sí, pero aquel presentaba varias pegas en su diseño. Principalmente era muy alto y estaba pobremente armado. A principios de 1941, el Canadian Interdepartmental Tank Committee decidió tomar el chasis del M3 como base y desarrollar un diseño mejor.
La British Tank Mission, que estaba modificando el M3 para los británicos, aportó un experto (L.E.Carr) para diseñar una nueva torreta y casco para el proyecto canadiense, que montaría un cañón de 6 libras (57mm) o uno de 75mm aunque mantendría la parte inferior del casco del M3.
Los ingenieros canadienses se enfrentaron a muchos retos, partiendo del hecho de que Canadá nunca antes había producido un carro de combate. Además las fábricas debían adaptarse para la producción de muchos de los componentes. Inicialmente, Canadá dependía mucho de piezas y componentes estadounidenses y británicos, especialmente de los motores Continental y las transmisiones provenientes de EE. UU.
Se modificó el casco para dotarlo de una torreta girable 360°, mucho mejor que el cañón lateral del Grant. El nuevo casco era moldeado, evitando ribeteado y soldadura, lo que aportaba protección extra. Además, era más bajo que el del M3. Con el asiento del conductor a la derecha para satisfacer la conducción británica por el lado opuesto, se mantuvieron los diseños estadounidenses del chasis y la tracción para garantizar su fiabilidad.
Para el prototipo la producción de la parte superior del casco y la torreta la realizó en EE. UU. General Steel Castings que después ayudaría a establecer la producción en Canadá.
Montreal Locomotive Works (MLW) fue la escogida para fabricar el nuevo M.3 Cruiser Tank, nombre con el que se designaba en aquel el momento al carro de combate Ram, y se le aportaron los fondos necesarios para establecer el Canadian Tank Arsenal en Longue Pointe.

El primer prototipo fue completado en junio de 1941 y la fabricación en serie del Ram I comenzó en noviembre del mismo año, del que se producirían un total de 50 unidades antes de modificarlo para producir el Ram II.
El Ram I y los primeros Ram II tenían puertas laterales y una torreta auxiliar para una ametralladora en el frente que debilitaba el casco y complicaba la producción. Tanto las puertas laterales como la torreta auxiliar se desecharon en las versiones posteriores.
En febrero de 1942 se cambió la producción al Ram II con un cañón de 6 libras. Pero en marzo de 1942 se tomó la decisión de cambiar la producción al M4A1 Sherman para todas las unidades canadienses y británicas. La fabricación del Ram continuó solamente por el retraso en el montaje de las líneas de producción del nuevo M4 y la reticencia a dejar la fábrica sin actividad.
Cuando se detuvo la producción, en julio de 1943, se habían completado 1.948 unidades, además de 84 vehículos de observación para artillería.